# Sandomil
Sandomil település Portugáliában, Seia megyében, az Alva folyó jobb partján. A település területe 14,28 négyzetkilométer. Sandomil lakossága 917 fő volt a 2011-es adatok alapján. A településen a népsűrűség 64,2 fő/ négyzetkilométer. A falu a tizenharmadik században és 1855-ben megyeszékhely volt. A községnek 1801-ben 1726 lakosa volt. A településnek 1849-ben 4427 lakosa volt. A közigazgatási reform keretén belül a településhez csatolták São Gião, Folhadosa, Sazes da Beira, Torrozelo és Vila Cova à Coelheira falvakat.

## Demográfia

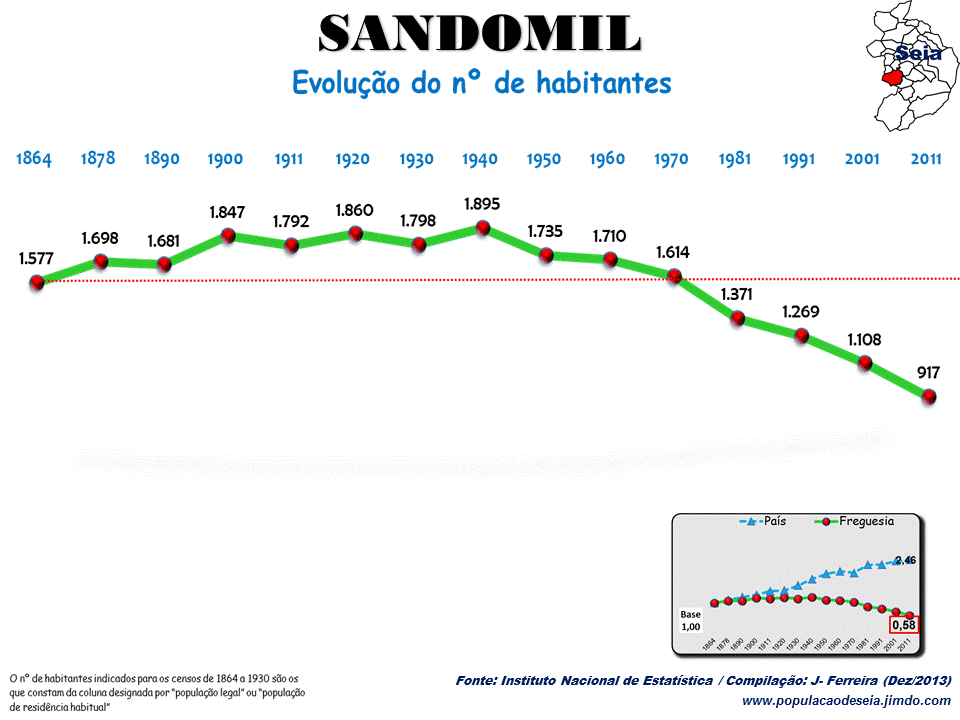
Sandomil népességi adatai 1864 / 2011
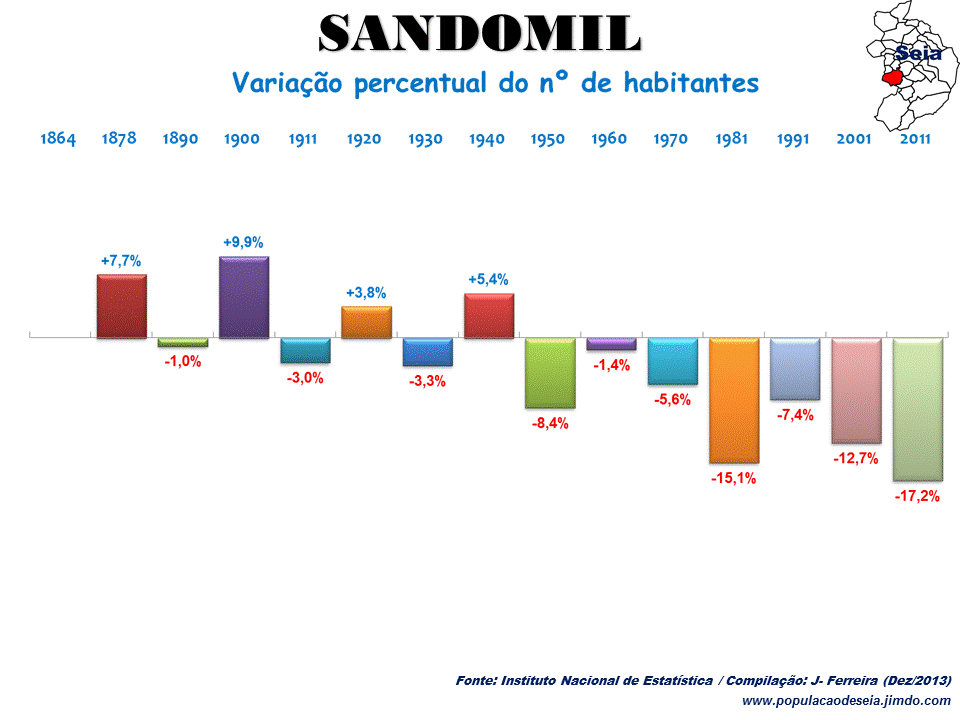
Sandomil népességváltozásai 1864 / 2011

## Látnivalók
- Római kori kőhíd

## Fordítás
Ez a szócikk részben vagy egészben  a   Sandomil című portugál Wikipédia-szócikk ezen változatának fordításán alapul.  Az eredeti cikk szerkesztőit annak laptörténete sorolja fel. Ez a jelzés csupán a megfogalmazás eredetét és a szerzői jogokat jelzi, nem szolgál a cikkben szereplő információk forrásmegjelöléseként.